# عظیم‌جان عسکروف
عظیم‌جان عسکروف (ازبکی: Azimjon Asqarov, Азимжон Асқаров؛ ۱۷ مهٔ ۱۹۵۱ – ۲۵ ژوئیهٔ ۲۰۲۰) روزنامه‌نگار ازبک اهل قرقیزستان بود که در ۶۹ سالگی درگذشت.
وی یک فعال سیاسی بود که گروهی به نام هوا (Воздух) را در ۲۰۰۲ بنیان گذاشت که در خصوص درگیری‌های قومی ۲۰۱۰ در قرقیزستان تحقیقاتی روی وحشی‌گری پلیس انجام دهند و با مستندسازی خشونت پلیس را که روی ملیت ازبک اعمال شده بود افشا نمایند.
متعاقب این اقدام، او به دنبال متهم شدن به اخلال عمومی و تحریک نفرت قومی و همدستی در قتل، تحت پیگرد قانونی قرار گرفت، دستگیر و زندانی شد.
باوجود اقداماتی که مجامع بین‌المللی حقوق بشری برای آزادی وی انجام دادند و در حالی که مأمور به خدمت در حرفه روزنامه‌نگاری‌اش بود، به وی حکم زندان ابد داده شد. در نوامبر ۲۰۱۰ با وخیم شدن وضعیت سلامت او بسیاری از گروه‌ها از جمله دیده‌بان حقوق بشر و گزارشگران بدون مرز خواستار آزادی او از زندان شدند.
وی همچنین برندهٔ جوایزی همچون جایزه آزادی مطبوعات و جایزه هومو هومینی شده است.

## مرگ
عسکروف در ۲۵ ژوئیه سال ۲۰۲۰، پس از اینکه مبتلا به ذات‌الریه شد درگذشت. وی ۶۹ ساله بود و در زمان مرگ از بیماری قلبی و سایر بیماریهای مزمن رنج می‌برد.
1. ↑  The Associated Press. "Kyrgyzstan Rights Activist Azimzhan Askarov Dies at 69". nytimes. nytimes. Retrieved July 27, 2020.
2. ↑  "Kyrgyzstan's rights activist Azimzhan Askarov dies at 69". Associated Press. 23 July 2020. Retrieved 25 July 2020.
3. ↑  PODOLSKAYA, Darya (25 July 2020). "Sentenced to life imprisonment Azimzhan Askarov dies in prison". 24.kg. Retrieved 25 July 2020.

- مشارکت‌کنندگان ویکی‌پدیا. «Azimzhan Askarov». در دانشنامهٔ ویکی‌پدیای انگلیسی، بازبینی‌شده در ۲۷ ژوئیه ۲۰۲۰.